# Нідермурах
Нідермурах (нім. Niedermurach) — громада в Німеччині, розташована в землі Баварія. Підпорядковується адміністративному округу Верхній Пфальц. Входить до складу району Швандорф. Складова частина об'єднання громад Оберфіхтах.
Площа — 29,96 км2. Населення становить 1255 ос. (станом на 31 грудня 2020).

## Галерея

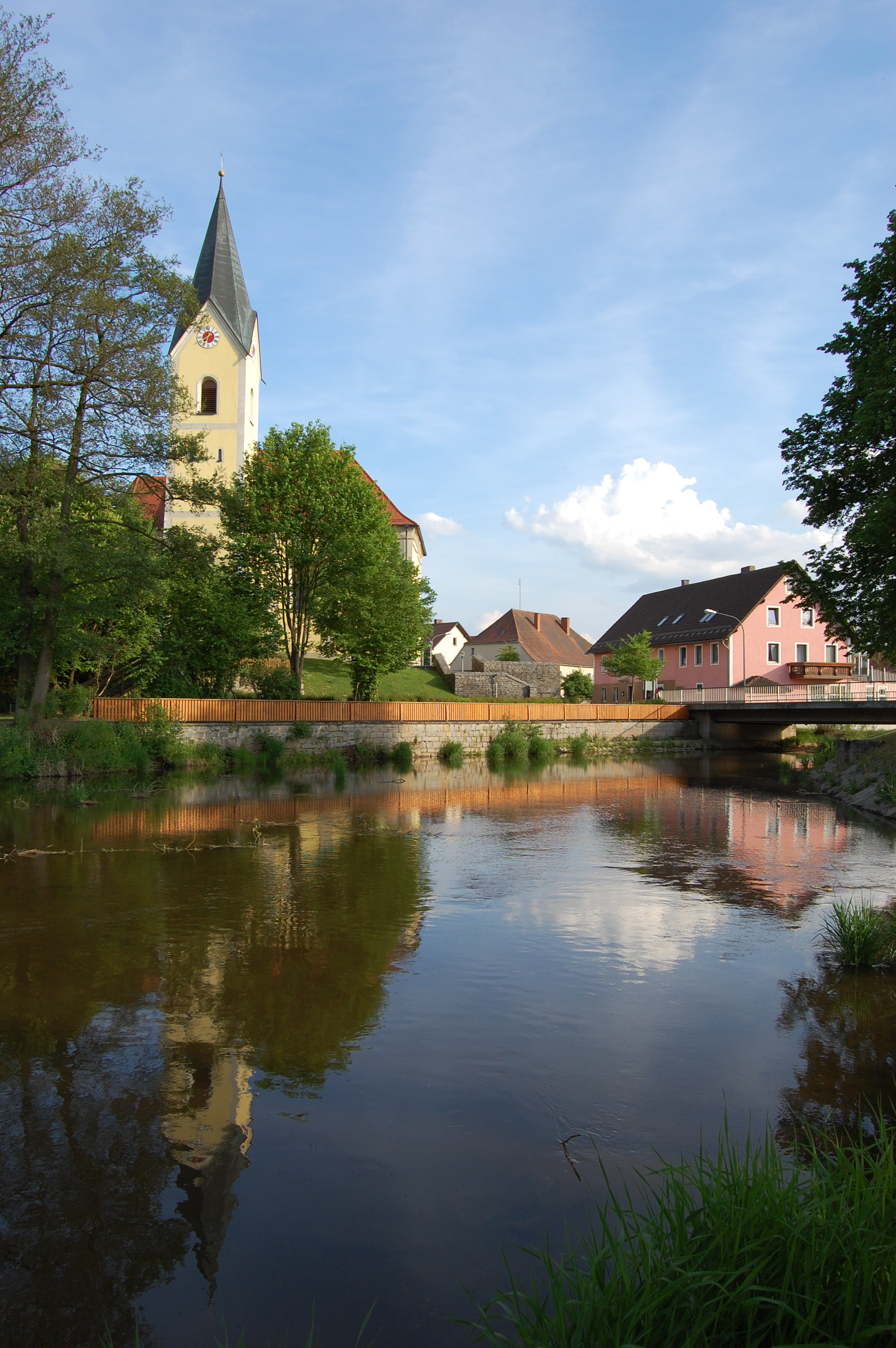